# Пассек, Пётр Петрович
Пётр Петрович Пассек (12 марта 1779 — 30 апреля 1825) — генерал-майор, член «Союза благоденствия».

## Биография
Из смоленской ветви рода Пассеков. Внебрачный сын белорусского генерал-губернатора П. Б. Пассека от связи с Марией Сергеевной урождённой Волчковой (1752—1805), вдовой А. М. Салтыкова, которая «состояла форменной „помпадуршей“ у Пассека и значила в могилёвском „свете“ не меньше, чем он сам». Любовники смогли узаконить свои отношения только в 1796 году после смерти законной жены Пассека, баронессы Натальи Исаевны Шафировой (1740—1796), внучки петровского вице-канцлера. Пётр Богданович дал своему побочному и любимому сыну Петру фамилию Пассек и оставил всё своё состояние.
По ходатайству отца 13 августа 1782, то есть трёх лет отроду, Пётр Петрович записан фурьером в лейб-гвардии Преображенский полк. 1 января 1790, то есть в 11 лет, «выпущен» из гвардии в чине поручика в Смоленский драгунский полк.

### Польская кампания
- В 1792 году принял участие в Польской кампании, получил ранение в левую кисть в сражении при Городище.
- 2 сентябре 1793 за отличие получил чин капитана.
- В 1794 в ходе подавления восстания Костюшко участвовал в бою под Хелмом,
- Тогда же в бою под Брест-Литовском ранен в левую ногу контузией от картечи.
- В 1794 награждён за участие в сражении под Мацейовицах
- В 1794 в бою под местечком Кобылки ранен в правое бедро саблей и награждён за отличие
- Тогда же награждён за участие в штурме Праги (предместья Варшавы);
- 6 января 1795 за отличие получил чин секунд-майора.
- 6 апреля 1795 получил должность генеральс-адъютанта в штабе генерал-фельдмаршала П. А. Румянцева-Задунайского.
- 12 апреля 1798 получил чин полковника.

С 16 июля 1798 по 7 июня 1799 — командовал Московским гренадерским полком.

### Итальянская кампания
- В 1799 участвовал в Итальянской кампании.
- Взятие города Бергамо (награждён),
- Сражение при Лекко,
- Бой у село Кассано на реке Адде,
- Бои при занятии Милана (награждён),
- Сражение при переправе через реку Тичино,
- Занятие атакой города Павия,
- Бой при переправе через реку По,
- Взятие города Тортона.
- В сражении при Базиньяно тяжело ранен пулей в правую ногу, вывезен на лечение в Венецию, оттуда перевезён в Россию через Австрию.
- 7 июня 1799 получил чин генерал-майора, назначен шефом Киевского гренадерского полка.
- 6 августа 1803 переименован в полковые командиры.
- 15 ноября 1804 уволен по прошению от службы с мундиром ввиду домашних обстоятельств.

### Русско-прусско-французская война
- 3 сентября 1805 вновь принят в службу с назначением состоять по армии.
- В 1806—1807 годах участвовал в Русско-прусско-французской войне
- Сражение у Сохочина,
- Сражение при Голымине,
- Бой под Маковым,
- Бой под Новоградом
- Бой под Тикочином.
- 6 января 1807 стал бригадным командиром в 5-й дивизии.
- Сражение под Бишофштейном,
- Сражение под Алленштейном,
- Сражение под Янковом.
- В битве при Прейсиш-Эйлау ранен пулей в левую руку и увезён на излечение (за этот бой награждён).
- Участвовал в сражении при Ломиттене (за этот бой награждён),
- Сражение при Гуттштадте.
- В сражении при Гейльсберге ранен картечью в правое плечо и правый бок (за этот бой награждён).
- 25 сентября 1807 назначен шефом Могилевского мушкетёрского полка.
- 28 ноября 1807 уволен в отставку «по прошению за ранами с мундиром»[4].

### Отечественная война
- 21 июля 1812 снова на службе, зачислен в армию.
- Командир авангарда 3-го пехотного корпуса генерала Н. А. Тучкова при движении армии от Рудни к Смоленску.
- 4-5 августа 1812 года — участник сражения при обороне Смоленска и боя у Валутиной горы.
- 26 августа в Бородинском сражении командир отряда из 3-х егерских и 1 казачьего полков на оконечности правого фланга позиции во флешах у деревни Маслово.
- 27 и 28 августа воевал в арьергарде русской армии, участвовал в стычках с французами, находился под Можайском, прикрывал отступление армии с Бородинского поля;
- 30 августа — участвовал в бою у с. Крымское при удержании наседавшего неприятеля;
- 17 сентября принял участие в сражении у д. Чириково.
- 22 сентября назначен состоять при генерале М. А. Милорадовиче.
- Принимал участие в сражениях у Тарутино, при Малоярославце, при взятии Вязьмы, в боях под Красным. (11 сентября 1813 награждён за участие в этих боях).
- В 1813 году командовал частью Смоленского ополчения, по 20 марта находился при блокаде крепости Модлин, сражался при Лютцене, Баутцене, где сильно контужен в грудь осколком гранаты (за участие в этом бою награждён и объявлено высочайшее благоволение).

Увезён для лечения в Варшаву, позднее отправлен в отпуск домой на 4 месяца для излечения ран. После этого получил назначение пребывать при штабе Резервной армии для особых поручений.
При формировании списка участников Войны 1812 года, чьи портреты должны появиться в Военной галерее Зимнего дворца, император Александр I лично вычеркнул П. П. Пассека, не объясняя причины.

### В отставке

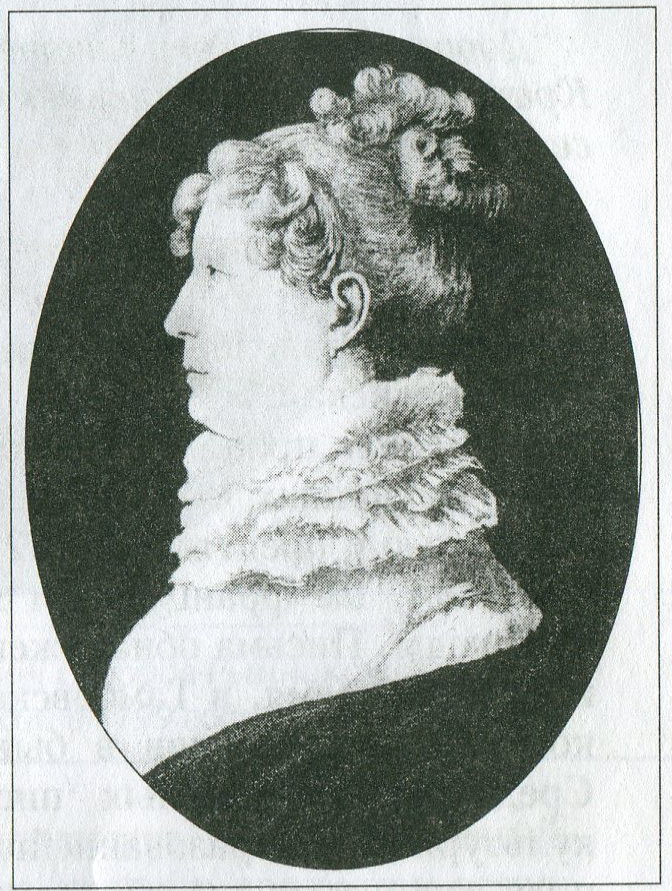
Наталия Ивановна Пассек, урожд. Оленина

Начальник 28-й пехотной дивизии (с 16.05.1815), ушёл в отставку с мундиром по прошению «за ранами». При выходе в отставку назначен пенсион в половину жалованья. Владел в Ельнинском уезде деревнями Яковлевичи и Крашнево. Был женат на Наталии Ивановне Олениной, дочери помещика деревни Иловка, сестре генерала Е. И. Оленина. Детей в семье не было.
Учредил у себя в имении училище для крестьянских детей по ланкастерскому методу, где мальчики учились читать по запрещенной императором Александром I книге «О правах и обязанностях гражданина». Кроме того установил для крестьян собственные учреждения, передав в их ведение отдачу в рекруты и все мирские сборы. Избранные от мира старики по воскресеньям разбирали тяжбы между крестьянами. Пассек однажды сам отправил к ним на расправу провинившегося камердинера. Крестьяне присудили его к штрафу в два рубля на общественные нужды, чем Пётр Петрович был очень доволен. Как пишет И. Д. Якушкин, в имении Пассека «было много грамотных крестьян, и состояние их до невероятности улучшилось».
В 1820 году в Смоленской губернии случился повсеместный неурожай. К борьбе с голодом подключились многие. Эта общественная деятельность императором Александром приписывалась пугавшим его тайным обществам. Назвав Пассека, Якушкина, Фонвизина, Михаила Муравьева и Левашева, он сказал «Они имеют огромные средства; в прошлом году <…> они кормили целые уезды». Во время борьбы с голодом, в 1821 году, Пассек действительно был принят И. Д. Якушкиным в «Союз благоденствия», но далеко не все участники этой кампании в нём состояли. При роспуске «Союза Благоденствия» в том же 1821 году Пассек вышел из его состава.
В конце апреля 1825 Пётр Петрович скончался от последствий многочисленных ранений. 1 мая 1825 он был похоронен священником Н. Мурзакевичем на кладбище при церкви святителя Николая Чудотворца деревни Яковлевичи Ельнинского уезда Смоленской губернии (ныне Глинковский район Смоленской области).

## Награды
- 1794 — орден Святого Владимира 4-й степени с бантом (за бой Мацейовицах)[9]
- 1794 — золотая сабля с надписью «За храбрость» (за бой под местечком Кобылки, где был ранен)[9]
- 1794 — золотой крест (за штурм Праги)[9]
- 1799 — орден Святой Анны 3-й степени (за сражения при взятии города Бергамо)[9]
- 1799 — орден Святой Анны 2-й степени (за занятие Милана)[9]
- 1807 — алмазные знаки к ордену Святой Анны 2-й степени и золотой крест (за сражение при Прейсиш-Эйлау, при котором был ранен)[9]
- 1807 — орден Святого Владимира 2-й степени (за сражениe при Ломиттене)[9]
- 1807 — золотая шпага «За храбрость» с алмазами (за сражение при Гейльсберге, при котором был ранен)[9]
- 1813 — прусский орден Красного Орла 2-й степени и пожалована аренда (за сражение при Баутцене, где контужен осколком в грудь)[9][10].